# Kloster Ospedale del Piave
Kloster Ospedale del Piave (Santa Maria dell’Ospedale del Piave) war eine Zisterziensermönchsabtei im heutigen Venetien, Italien. Es lag in Lovadina bei Spresiano nahe Treviso in der gleichnamigen Provinz.

## Geschichte
Das für die Pilger in das Heilige Land um das Jahr 1000 errichtete Hospital erlitt im 13. Jahrhundert einen Niedergang und wurde von Papst Gregor IX. 1229 dem Zisterzienserorden angeschlossen und dem Kloster Follina unterstellt. Damit gehörte es der Filiation der Primarabtei Clairvaux an. Das Generalkapitel bewilligte daraufhin „pro reverentia domini papae“ noch 1230 die Aufnahme in den Zisterzienserorden. Über das Kloster gibt es nur wenige Nachrichten. 1256 wird ein Abt Albert genannt. 1363 machte eine Flut des Flusses Piave das Kloster zur Insel. Dieses wurde daraufhin 1459 in das Zentrum von Lovadina verlegt. Papst Paul II. gab das Kloster in Kommende. 1490 wurden seine Güter mit denen des Klosters Santa Maria degli Angeli in Murano vereinigt. Das Kloster bestand wohl bis in das 18. Jahrhundert.

## Anlage und Bauten
Von dem Kloster hat sich nichts erhalten.